# Cohutta (Georgia)
Cohutta es un pueblo ubicado en el condado de Whitfield en el estado estadounidense de Georgia. En el censo de 2000, su población era de 582.

## Demografía
En el 2000 la renta per cápita promedia del hogar era de $41,563, y el ingreso promedio para una familia era de $44,444. El ingreso per cápita para la localidad era de $17,510. Los hombres tenían un ingreso per cápita de $30,592 contra $22,232 para las mujeres.

## Geografía
Cohutta se encuentra ubicado en las coordenadas 34°57′33″N 84°57′10″O / 34.95917, -84.95278 (34.959202, -84.952908).
Según la Oficina del Censo, la localidad tiene un área total de 6,5 km² (2,5 mi²), de la cual 6,4 km² (2,5 mi²) es tierra y 0,1 km² (0 mi²) (0.15%) es agua.